# Greetings from Asbury Park, N.J.
Greetings from Asbury Park, N.J. je prvi album Brucea Springsteena i E Street Banda, objavljen 1973. i prodan u 25 tisuća primjeraka u prvoj godini.

## Povijest
Springsteen i njegov prvi menadžer Mike Appel odlučili su snimiti album što je moguće jeftinije i snimili album u tjedan dana kako bi imali dovoljno za predujam za Columbia Records.
I "Blinded by the Light" i "Spirit in the Night" Columbia je objavila kao singlove, ali nijedan se nije probio na američke ljestvice.
Često su naglašavane sličnosti s Van Morrisonovim drugim albumom, Astral Weeks iz 1968., a Richard Davis, basist na ovom albumu je svirao bas na Astral Weeks.
Ken Emerson napisao je u časopisu Rolling Stone, "Greetings from Asbury Park, NJ... je kao "Subterranean Homesick Blues" sviran na gramofonu, tipična petominutna pjesma s više riječi nego u ovoj recenziji..."
Album se 2003. našao na 379. mjestu Rolling Stoneove liste 500 najboljih albuma svih vremena.

## Popis pjesama

### Strana 1
Tekstovi i glazba: Bruce Springsteen. 
| Br. | Skladba                              | Trajanje |
| --- | ------------------------------------ | -------- |
| 1.  | »Blinded by the Light«               | 5:01     |
| 2.  | »Growin' Up«                         | 3:05     |
| 3.  | »Mary Queen of Arkansas«             | 5:21     |
| 4.  | »Does This Bus Stop at 82nd Street?« | 2:05     |
| 5.  | »Lost in the Flood«                  | 5:17     |

### Strana 2
| Br. | Skladba                               | Trajanje |
| --- | ------------------------------------- | -------- |
| 1.  | »The Angel«                           | 3:24     |
| 2.  | »For You«                             | 4:40     |
| 3.  | »Spirit in the Night«                 | 4:59     |
| 4.  | »It's Hard to Be a Saint in the City« | 2:05     |
| 5.  | »Lost in the Flood«                   | 3:13     |

## Popis izvođača

### E Street Band
- Clarence Clemons – pljeskanje, saksofon, vokali
- Vini "Mad Dog" Lopez – pljeskanje, bubnjevi, rog, vokali
- David Sancious – klavijature, orgulje, saksofon
- Bruce Springsteen – akustična gitara, pljeskanje, kongoi, električna gitara, harmonika, klavir, vokali, bas na "Blinded by the Night" i "Spirit In The Night"
- Garry Tallent – bas, rog

### Ostali glazbenici
- Richard Davis – bas na "The Angel"
- Harold Wheeler – klavir na "Blinded by the Light"

### Produkcija
- Jim Cretecos – producent
- Louis Lehav – tehničar
- Jack Ashkinazy – remikser
- John Berg – dizajner omota
- Fred Lombardi – dizajner pozadine omota

## Vanjske poveznice
- Tekstovi s albuma i audio isječci
- Šetalište Asbury Park, New Jersey - prošlost i sadašnjost